# Guido Pizarro
Guido Hernán Pizarro Demestri (Buenos Aires, 26 februari 1990) is een Argentijns huidig voetbaltrainer en voormalig voetballer die doorgaans speelde als middenvelder. Tussen 2009 en 2025 was hij actief voor Lanús, Tigres, Sevilla en opnieuw Tigres. Pizarro maakte in 2017 zijn debuut in het Argentijns voetbalelftal en kwam uiteindelijk tot vier interlandoptredens. Hij werd in maart 2025 aangesteld als trainer van Tigres.

## Clubcarrière
Pizarro speelde in de jeugdopleiding van Lanús en brak ook door bij die club. Op 1 november 2009 maakte de middenvelder zijn debuut in het eerste elftal. Op bezoek bij River Plate werd met 0–1 gewonnen door een doelpunt van Maximiliano Velázquez. Pizarro begon op de bank en mocht in de blessuretijd invallen voor Sebastián Blanco. Zijn eerste doelpunt volgde op 20 april 2010, op bezoek bij Colón (1–1).
Na vier seizoenen in het eerste elftal van Lanús verkaste de Argentijn naar Tigres, in de Mexicaanse Primera División. Voor Tigres speelde Pizarro honderdvijftig competitiewedstrijden en hij wist tweemaal een titel binnen te slepen. Ook won hij met zijn club eenmaal het bekertoernooi. In 2015 bereikten de Mexicanen de finale van de Copa Libertadores, maar hierin werd over twee wedstrijden (0–0 en 3–0) verloren van River Plate. In de zomer van 2017 maakte Pizarro de overstap naar Sevilla, waar hij zijn handtekening zette onder een verbintenis voor de duur van vier seizoenen. De Argentijn speelde vierentwintig competitiewedstrijden in Zuid-Spanje, voor hij terugkeerde bij Tigres.
In maart 2025 besloot Pizarro op vijfendertigjarige leeftijd een punt achter zijn actieve loopbaan te zetten.

## Clubstatistieken
| Seizoen | Club    | Competitie       | Competitie | Competitie | Beker | Beker | Internationaal | Internationaal | Totaal | Totaal |
| Seizoen | Club    | Competitie       | Wed.       | Dlp.       | Wed.  | Dlp.  | Wed.           | Dlp.           | Wed.   | Dlp.   |
| ------- | ------- | ---------------- | ---------- | ---------- | ----- | ----- | -------------- | -------------- | ------ | ------ |
| 2009/10 | Lanús   | Primera División | 21         | 1          | 0     | 0     | 3              | 0              | 24     | 1      |
| 2010/11 | Lanús   | Primera División | 36         | 3          | 0     | 0     | —              | —              | 36     | 3      |
| 2011/12 | Lanús   | Primera División | 31         | 0          | 1     | 0     | 7              | 0              | 39     | 0      |
| 2012/13 | Lanús   | Primera División | 34         | 4          | 2     | 0     | —              | —              | 36     | 4      |
| 2013/14 | Tigres  | Liga MX          | 31         | 2          | 14    | 1     | —              | —              | 45     | 3      |
| 2014/15 | Tigres  | Liga MX          | 37         | 1          | 4     | 0     | 12             | 0              | 53     | 1      |
| 2015/16 | Tigres  | Liga MX          | 39         | 1          | 1     | 0     | 6              | 0              | 46     | 0      |
| 2016/17 | Tigres  | Liga MX          | 43         | 1          | 0     | 0     | 7              | 0              | 50     | 1      |
| 2017/18 | Sevilla | Primera División | 24         | 1          | 5     | 0     | 11             | 1              | 40     | 2      |
| 2018/19 | Tigres  | Liga MX          | 38         | 2          | 4     | 0     | 8              | 0              | 50     | 2      |
| 2019/20 | Tigres  | Liga MX          | 29         | 1          | 0     | 0     | 6              | 1              | 35     | 2      |
| 2020/21 | Tigres  | Liga MX          | 36         | 1          | 0     | 0     | 6              | 0              | 42     | 1      |
| 2021/22 | Tigres  | Liga MX          | 33         | 2          | 0     | 0     | —              | —              | 33     | 2      |
| 2022/23 | Tigres  | Liga MX          | 42         | 3          | 1     | 0     | 6              | 0              | 49     | 3      |
| 2023/24 | Tigres  | Liga MX          | 34         | 0          | 1     | 0     | 9              | 0              | 44     | 0      |
| 2024/25 | Tigres  | Liga MX          | 26         | 2          | 0     | 0     | 5              | 1              | 31     | 3      |
| Totaal  | Totaal  | Totaal           | 534        | 25         | 33    | 1     | 86             | 3              | 653    | 29     |

## Interlandcarrière
Pizarro maakte op 28 maart 2017 zijn debuut in het Argentijns voetbalelftal, toen dat in een kwalificatiewedstrijd voor het WK 2018 met 2–0 van Bolivia verloor door doelpunten van Juan Carlos Arce en Marcelo Moreno. Pizarro mocht van bondscoach Edgardo Bauza in de basis starten op een middenveld met Ángel Di María, Éver Banega en Enzo Pérez. Hij speelde de volledige negentig minuten mee.
| Interlands van Guido Pizarro voor Argentinië | Interlands van Guido Pizarro voor Argentinië | Interlands van Guido Pizarro voor Argentinië | Interlands van Guido Pizarro voor Argentinië | Interlands van Guido Pizarro voor Argentinië | Interlands van Guido Pizarro voor Argentinië |
| №                                            | Datum                                        | Wedstrijd                                    | Uitslag                                      | Competitie                                   | Goals                                        |
| Als speler bij Tigres                        | Als speler bij Tigres                        | Als speler bij Tigres                        | Als speler bij Tigres                        | Als speler bij Tigres                        | Als speler bij Tigres                        |
| -------------------------------------------- | -------------------------------------------- | -------------------------------------------- | -------------------------------------------- | -------------------------------------------- | -------------------------------------------- |
| 1                                            | 28 maart 2017                                | Bolivia – Argentinië                         | 2 – 0                                        | WK 2018 kwalificatie                         |                                              |
| Als speler bij Sevilla                       |                                              |                                              |                                              |                                              |                                              |
| 2                                            | 31 augustus 2017                             | Uruguay – Argentinië                         | 0 – 0                                        | WK 2018 kwalificatie                         |                                              |
| 3                                            | 5 september 2017                             | Argentinië – Venezuela                       | 1 – 1                                        | WK 2018 kwalificatie                         |                                              |
| Als speler bij Tigres                        |                                              |                                              |                                              |                                              |                                              |
| 4                                            | 15 juni 2019                                 | Argentinië – Colombia                        | 0 – 2                                        | Copa América 2019                            |                                              |

## Trainerscarrière
De reden dat Pizarro midden in het seizoen besloot te stoppen als voetballer, was dat hij werd aangesteld als nieuwe hoofdtrainer van Tigres waar hij Veljko Paunović opvolgde. Zijn eerste wedstrijd was in de CONCACAF Champions League, waarin hij met zijn team met 1–1 gelijkspeelde op bezoek bij FC Cincinnati.

## Erelijst
| Primera División          | 4 | 2015/16 Apertura, 2016/17 Apertura, 2018/19 Clausura, 2022/23 Clausura |
| Copa MX                   | 1 | 2013/14 Clausura                                                       |
| CONCACAF Champions League | 1 | 2020                                                                   |